# Aesculus neglecta
Aesculus neglecta är en kinesträdsväxtart som beskrevs av John Lindley. Aesculus neglecta ingår i släktet hästkastanjer, och familjen kinesträdsväxter. Inga underarter finns listade i Catalogue of Life.